# Plac Pokoju w Litomierzycach

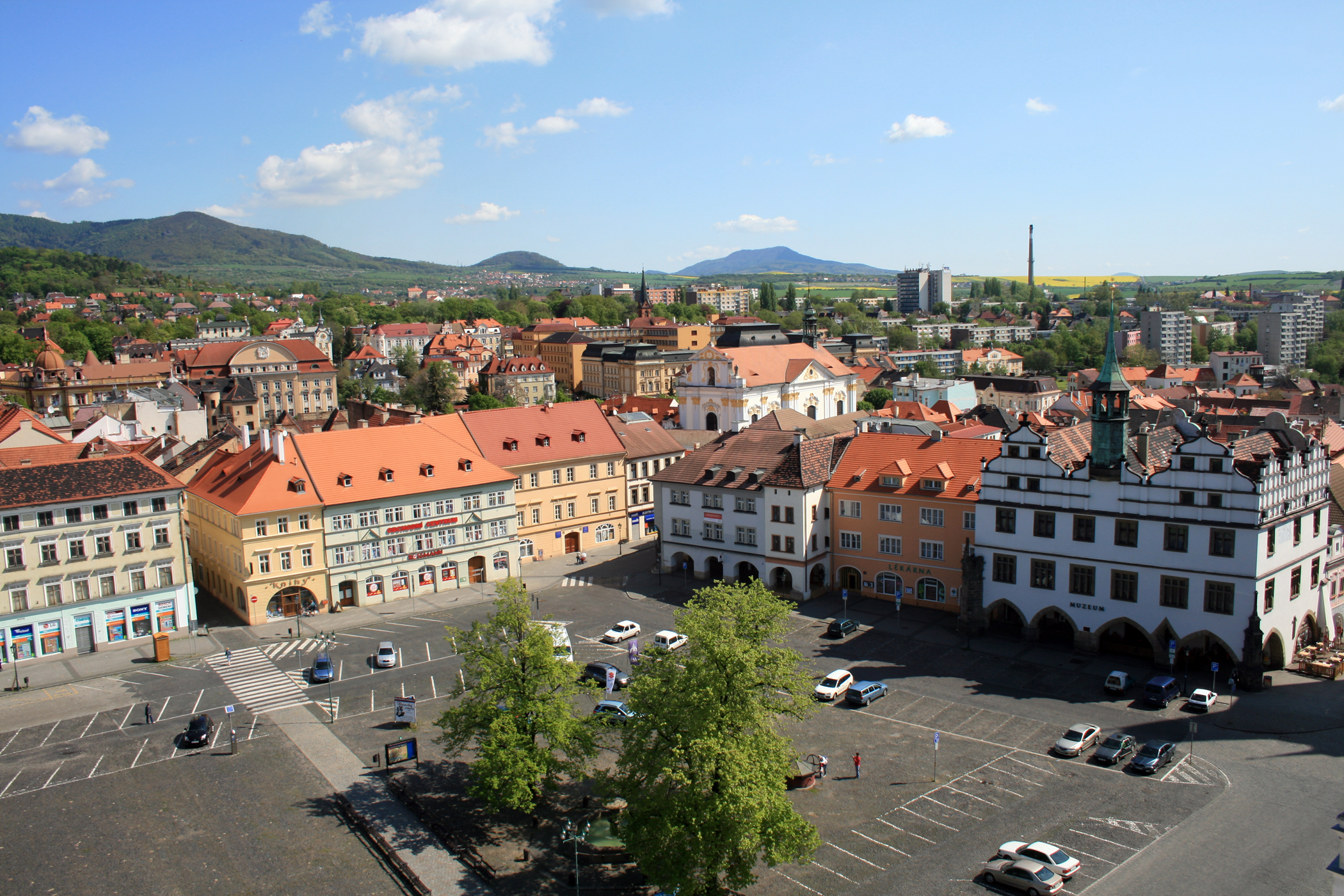
Widok na Plac Pokoju

Plac Pokoju w Litomierzycach (czeski: Mírové náměstí) – duży plac miejski położony w Litomierzycach, w Czechach, stanowiący od średniowieczna serce miasta. Ma kształt przypominający trapez o wymiarach 75-90 metrów szerokości (północ-południe) i 180–195 m (w kierunku wschód-zachód). Od czasów średniowiecznych, służył jako targ i miejsce spotkań. Od 1859 plac jest wyłożony płytkami z lokalnego czarnego bazaltu.
Najważniejszymi obiektami położonymi na placu są: Stary Ratusz i Kościół Wszystkich Świętych, a także zabytkowy dom Kalich.